# Pont-de-Nieppe Communal Cemetery
Le « Pont-de-Nieppe Communal Cemetery » est un cimetière où reposent principalement des soldats de la Première Guerre mondiale venus du Royaume Uni et d'Australie ; deux militaires morts durant la Seconde Guerre mondiale y ont également leur sépulture. Ce cimetière militaire est partie intégrante du cimetière municipal sis au Pont de Nieppe, quartier de la ville de Nieppe. Dans celui-ci reposent, outre les défunts de la Commune, du Royaume Uni, d'Australie, des militaires allemands de la Première Guerre Mondiale au nombre de 790 ; le Front militaire n'ayant pourtant que peu bougé sur ce secteur. . 
Ce cimetière releve de l'autorité de la Commonwealth War Graves Commission

## Histoire
Le pont sur la lys situé entre Armentières et le quartier nieppois dénommé "Pont-de-Nieppe" fut assiégé par la "First Hampshires" le 16 octobre 1914 ; la Ville de Nieppe resta dès lors dans les limites des lignes alliées jusqu'au 11 avril 1918, date à laquelle la 34e Division d'infanterie fut chassée par les troupes allemandes après de durs combats. Nieppe fut toutefois repris par la 29e division le 3 septembre 1918.
Ainsi, le cimetière communal du Pont-De-Nieppe fut utilisé d'octobre 1914 à mars 1918 par les ambulances de campagne et les unités de combat du Commonwealth, puis par les troupes allemandes au cours de l'été 1918, et, à nouveau par les troupes alliés du Commonwealth de septembre 1918 jusqu'à la fin du conflit. Les tombes allemandes furent ensuite enlevées ; les dépouilles étant rassemblés à peu plus loin en décembre 1920 pour former (le) "Der deutsche Soldatenfriedhof Pont-de-Nieppe". 
Le "Pont-de-Nieppe Communal Cemetery" contient  plus de cent sépultures de la Première Guerre mondiale, dont onze non identifiées, ainsi que deux sépultures de la IIe Guerre mondiale, datées toutes deux de mai 1940.
Les infornations relatives à la partie "Histoire" ont été reprises dans une large mesure sur le site ww1cemeteries.com)

## Victimes
| Pays        | Victimes |
| ----------- | -------- |
| Royaume-Uni | 123      |
| Australie   | 12       |
| Total       | 135      |

## Coordonnées GPS
50° 41′ 59″ nord, 2° 51′ 21″ est